# Lukács István (mesterszakács)
Lukács István (Szegvár, 1939. június 10. – 2020. szeptember 23.) magyar mesterszakács, szakíró . Az Atrium Hyatt Szálloda háromszoros Oscar-díjas séfje és ötszörös olimpiai bajnok. A Magyar Érdemrend tisztikeresztje tulajdonosa.

## Élete
Szülei a Károlyi család Kastély Szállójában dolgoztak szakácsként. 1954-ben a budapesti Hotel Palac-ban volt szakácstanuló, 1962-ig maradt itt, majd konyhafőnök lett a kecskeméti Aranyhomok Szállodaban.
1954-ben mint tanuló volt a Palace Szálloda alkalmatottja. 1968-ban Frankfurtból már aranyéremmel tért vissza Magyarországra, Oscar-díjjal pedig 29 éves korában. 
Öt szakácsolimpiai aranyérmet, három világbajnoksági aranyat és legalább húsz aranyat még különféle versenyekről kapott, a szakács világszövetség örökös tagja, ahol összesen százan vannak. 
Kitüntettek Japánban, Chicagoban a szakácsakadémián.

## Díjai, elismerései
- A frankfurti Nemzetközi Konyhaművészeti Kiállítás Szakács Olimpiáján kétszer, 1968-ban és 1988-ban is elnyerte az Oscar-díjat; de közben
- 1972-ben Miamiban is beszerzett egyet, így jelenleg ő az egyetlen konyhaművészünk, aki 3 Oscar-díj tulajdonosa.
- Öt egymás követő Szakács Olimpián (1968, 1972, 1976, 1980, 1984) nyert aranyérmet,
- 1988 és 1992-ben pedig ezüst- és bronzérmekkel tért haza.
- Gyűjteményében szerepel még 2 világbajnoki aranyérem és 2 ezüstérem; két Világkupáról 2 aranyérem, 1 ezüstérem és 1 bronzérem, valamint 25 aranyérem további nemzetközi versenyekről.
- A Nemzetközi Gasztronómiai Világszövetség (VACS) örökös tagja 1996 óta.
- Megkapta a Német Szakácsok Szövetségének életműdíját (1996).
- Emellett tagja volt a chicagói Escoffier Társaságnak, a francia Chaine des Rotisseurs társaságnak (1972), és a magyar szervezet alapítója.
- 1998-ban Pro Turismo díjjal,
- 2010-ben a Magyar Köztársaság Érdemrend Tisztikeresztjéével tüntették ki.

## Főbb könyvei
- Lukács István-Novák Ferenc-Nagy László: Mesterszakácsok receptkönyve (Bp., 1985)
- Marosiné-Lukács István: 104 híres magyar recept (Bp., 1988)
- Marosiné-Lukács István: Magyar tájak ételei (Bp., 1990)
- Lukács István – Berek János – Nagy Béla: Fradi szakácskönyv (Bp., 1995)
- Lukács István-Novák Ferenc-Kopcsik Lajos: Oscar-díjasok (Bp., 1996)
- Lukács István-Oriskó Ferenc-Sándor Dénes-Zsolnay Gábor: Ételkészítési ismeretek (Bp., 2003)
- Ezek mellett társszerzője a Budapest a la carte és az Így főzünk Pannóniában című könyveknek.